# Папулово (Нижегородская область)
Папу́лово — село в Большемурашкинском районе Нижегородской области России. Входит в состав Холязинского сельсовета.

## География
Расположено на реке Сундовик — правом притоке Волги, в 73 км к юго-востоку от Нижнего Новгорода.

## История
В 1925 году на основании решений общих собраний граждан был образован исполнительный комитет Кишкинского сельского Совета с населёнными пунктами: с. Кишкино́, д. Городищи, д. Чернуха, с. Папулово, д. Рамешки, д. Красненькая, д. Б. Курашки.
Ранее в Папулове было 2 конных двора, которые затем были переоборудованы в фермы. Ещё раньше были кузница и колхозный клуб. Село входило в состав колхоза «Победа». Первым председателем колхоза был Николай Иванович Волхонов.
По данным Всесоюзной переписи мелкой (нецензовой, в частности ремесленной) промышленности 1929—1930 годов (по плану, согласованному Центральным статистическим управлением СССР с ВСНХ), село входило в Лубянецкое онучное гнездо по производству онучного сукна, в которое кроме него входили ещё сёла Лубянцы (оно выступало центральной усадьбой), Холязино, Шахманово, а также деревни Чернуха и Городищи.
В 1944 году в Кишкинском сельском Совете имелись 7 населённых пунктов: с. Кишкино, д. Городищи, д. Рамешки, д. Папулово, д. Чернуха, д. Б. Курашки, д. Красненькая.
В апреле 1963 года Большемурашкинский район был расформирован, его территории переданы в подчинение Кстовскому, Лысковскому и Перевозскому районам. Селения Кишки́нского сельского Совета депутатов трудящихся Большемурашкинского района Горьковской области, в состав которого на тот момент входило и Папулово, были переданы в Кстовский район.
Вплоть до 1950-х годов в двух километрах на северо-запад от села было налажено дегтярное производство. Выкуркой дёгтя местные жители занимались с глубокой осени по март посреди лесного массива под названием Дегтярка. Он представляет собой заросли орешника на расстоянии 2 км южнее урочища, известного под названием Сосно́вка.
27 января 1965 года Большемурашкинский район был восстановлен на прежней территории. От Кстовского района он получил селения Кишкинского сельского совета, в том числе и Папулово. В 2002 году к Кишкинской сельской администрации относилось 10 населённых пунктов: с. Кишкино, д. Городищи, д. Рамешки, с. Папулово, д. Б. Курашки, д. Красненькая, д. Чернуха, д. Андрейково, д. Бурныковка, д. Крашово. 7 сентября 2009 года Кишкинский сельсовет Большемурашкинского района Нижегородской области прекратил существование, и село Папулово вошло в объединённый Холязинский сельсовет.

## Население
| 1999 | 2002 | 2010 |
| ---- | ---- | ---- |
| 46   | ↗48  | ↘41  |

## Инфраструктура
В селе около 80 домов; с районным центром — рабочим посёлком Большое Мурашкино — оно связано дорогой с асфальтовым покрытием (протяжённостью около 350 метров) и участком дороги федерального значения Р162 Работки — Порецкое.

## Достопримечательности
- Церковь Покрова Пресвятой Богородицы, построенная в 1816 году.